# アンノウン (映画)
『アンノウン』（原題:Unknown）は、2011年のアメリカのサスペンス映画である。ディディエ・ヴァン・コーヴラールの小説『Out of My Head』を、スティーヴン・コーンウェルとオリヴァー・ブッチャーが脚本化し、ジャウム・コレット＝セラが監督した。

## ストーリー
アメリカの植物学者マーティン・ハリス博士は、バイオテクノロジーの国際学会に出席するために妻のリズことエリザベスとともにベルリンを訪れる。空港からタクシーに乗ってホテルに到着するマーティンだが、運ばれる荷物の数が少ないことに気付くと、ホテルへのチェックインをエリザベスに任せ、別のタクシーに乗り込んで来た道を戻っていく。しかし、タクシーは事故で川に突っ込み、マーティンは一命を取りとめたものの昏睡状態に陥ってしまう。
マーティンが目覚めると既に4日が経過していた。身分を証明できる物を一切持たないマーティンだが、事故の後遺症で記憶が混濁する中、なんとか妻の存在や学会に出席する予定などを思い出すと強引に退院してホテルへと向かう。しかし、再会したリズはマーティンを知らないと言い、別の男を夫のマーティンだと紹介してくる。ホテルの警備室へと連れて行かれたマーティンは自分が本物だと主張するが、監視カメラに姿は映っておらず、所属する大学のホームページには先ほどの男がマーティンとして載っていた。混乱したマーティンはホテルを離れ、公衆電話から友人のロドニー・コールへ助けを求める留守電を残す。
翌朝、マーティンは事故の際に自分を助けてくれたタクシー運転手の女性ジーナを探し出し、自分をタクシーに乗せた時のことを聞きだそうとするものの、不法移民の彼女は厄介事を嫌って協力してくれない。昼には思い出した予定通りブレスラー教授に会って助けになってもらおうとするが、彼のもとには昨晩の男が先に到着していた。マーティンはブレスラー教授と電話で話した内容を語ることで本物であることを証明しようとするが、なんと男も寸分違わず同じ内容を語ってくる。さらに男が決定的な証拠として取り出したのは、男とリズが写っている記念写真と、男がマーティン・ハリスであることを証明する運転免許証だった。自分が何者か分からなくなったマーティンは気を失い、病院に運び込まれる。
消沈するマーティンを気の毒に思った看護師は、助けになってくれるエルンスト・ユルゲンという人物の連絡先を渡してくる。マーティンが鎮静剤を打たれて検査を受けていると、意識のハッキリとしない彼に不審な男が近付いてきた。男に殺されそうになるマーティンだが間一髪の所で逃走すると、ユルゲンを訪ねて自らの事情を説明する。元シュタージだというユルゲンは協力を快諾すると、マーティンが助かるためにはジーナの協力が不可欠だと言う。再びジーナを訪ねたマーティンはリズから送られた高級時計と引き換えに協力を約束してもらうが、ジーナの家に向かうと病院に現れた不審な男が仲間と2人で襲撃してきた。辛くも男を撃退したマーティンはジーナを連れて夜の街に逃げ出し、カーチェイスの末に仲間の男を撒くことに成功する。
朝を迎え、2人は独自調査を終えたユルゲンと落ち合うと、「マーティンを別人にすり替えたのは学会のスポンサーであるシャーダ王子を暗殺するためだ」という推測を披露される。ブレスラー教授はシャーダ王子が今夜開くパーティーに招かれる予定であり、ブレスラー教授と交友関係のあるマーティンであれば、容易にシャーダ王子に近付くことができるからだという。暗殺の確証を得たいマーティンはジーナの協力のもと、1人で行動するリズに接触する。彼女はマーティンのことを覚えており、彼がタクシーに乗ったのは空港に忘れた鞄を取りに戻るためだったことを告げると、後で空港に向かうから先に鞄を回収するように求めてきた。
その頃、自宅に戻ったユルゲンは留守電にメッセージを入れておいたロドニーからの連絡を受け、彼を自宅に迎え入れていた。シュタージ時代に聞いた凄腕の暗殺集団「セクション15」の噂話を披露したユルゲンは、コーヒーに青酸カリを入れて飲んでしまう。ユルゲンはシャーダ王子の命を狙っているのが「セクション15」であること、ロドニーもその一員であることに気付いていたのだ。ロドニーは情報を守るために死を選んだユルゲンを賞賛する。
空港で鞄を取り戻したマーティンが中に入っていたパスポートなどに安堵していると、その場にロドニーが現れる。一方、マーティンと別れタクシー乗り場に並んでいたジーナは、ロドニーと襲撃者の男に拉致されるマーティンを目撃してしまう。ジーナがタクシーを奪って彼らを追跡し、殺害される寸前のマーティンをなんとか救出すると、彼は壊れた鞄の隠しポケットから加工前の物を含む複数の偽造パスポートや、暗殺計画の記された書類を発見していた。マーティンの正体は「セクション15」の優秀な殺し屋であり、リズとは偽りの夫婦を演じる相棒にすぎず、もう1人のマーティンはもしもの場合の予備人員だったのだ。ジーナに3ヶ月前にもベルリンに来ていることを指摘されたマーティンは、パーティーが開かれる部屋に爆弾を仕掛けていたことを思い出す。
マーティンとジーナがホテルにいる人々を避難させるように警備部長を説得している頃、パーティー会場ではリズがブレスラー教授のノートパソコンをハッキングして、新種の植物に関するデータを抜き取っていた。マーティンはふとした切っ掛けから、「セクション15」の真の目的が新種の植物に関するデータであること、爆破は邪魔者であるブレスラー教授を殺すための物であることに気付く。説得に成功して大勢の人が避難したホテルの中で、マーティンはブレスラー教授を狙うもう1人のマーティンと対峙する。記憶が不完全なマーティンは精彩を欠く動きで劣勢に立たされるが、爆破の衝撃で頭を打って戦闘技術を思い出すと一転して優勢となり、もう1人のマーティンを鏡の破片で殺害してしまう。駆けつけたジーナは歩み寄ってくるマーティンの手を掴んで破片を捨てさせると、肩を貸してホテルを後にする。
無事に助かったシャーダ王子とブレスラー教授の会見がニュースとして流れる中、マーティンとジーナは偽造パスポートを手に列車へと乗り込み、新たな人生を歩み始めていた。

## 登場人物・キャスト
マーティン・ハリス博士
演 - リーアム・ニーソン、日本語吹替 - 石塚運昇
アメリカの植物学者。学会出席のため妻とともにベルリンにやって来たが、事故を切っ掛けに記憶障害に陥り、身分を証明できない状況になってしまう。
ジーナ
演 - ダイアン・クルーガー、日本語吹替 - 岡寛恵
マーティンが乗ったタクシーの運転手。ボスニアからの不法移民。
エリザベス・ハリス
演 - ジャニュアリー・ジョーンズ、日本語吹替 - 佐古真弓
マーティンの妻で、彼からはリズと呼ばれる。事故から生還したマーティンを夫とは別人だと主張する。
もう1人のマーティン・ハリス
演 - エイダン・クイン、日本語吹替 - 辻親八
マーティン・ハリスを名乗る謎の男。
エルンスト・ユルゲン
演 - ブルーノ・ガンツ、日本語吹替 - 小島敏彦
旧東ドイツの秘密警察シュタージのメンバーだった男。
ロドニー・コール
演 - フランク・ランジェラ、日本語吹替 - 楠見尚己
マーティンの友人。
シャーダ王子
演 - Mido Hamada
学会のスポンサー。過去に何度も命を狙われている。
レオ・ブレスラー教授
演 - セバスチャン・コッホ、日本語吹替 - 遠藤大智
ドイツの植物学者。世界の食糧危機を回避するため、遺伝子操作によって新種の植物を開発している。
ヘラー・シュトラウス
演 - ライナー・ボック、日本語吹替 - 浦山迅
マーティンが滞在するホテルの警備部長。
Dr. Farge
演 - カール・マルコヴィックス
事故にあったマーティンを担当する医師。
ジョーンズ
演 - スティペ・エルツェッグ

## 製作
主要撮影は2010年初めにドイツのベルリンで始まった。

## 公開
第61回ベルリン国際映画祭でコンペティション外にて上映された。

### 批評家の反応
Rotten Tomatoesでは185件のレビュー中55%が本作を支持し、平均点は5.8/10となった。Metacriticでは38名の批評家レビューに基づいて56点となった。

## 邦題
本作は当初『身元不明』の日本語題で日本公開が予定されていたが、2011年3月11日に東北地方太平洋沖地震（東日本大震災）が発生したことを受けて、3月22日に配給元のワーナー・ブラザースが『アンノウン』への変更を発表した。